# Vladimir Gorin
Vladimir Gorin (en russe : Владимир Викторович Горин), né le 13 mars 1961 à Tcherepovets, dans la République socialiste fédérative soviétique de Russie, est un ancien joueur soviétique de basket-ball, évoluant au poste d'ailier.

## Palmarès
- Finaliste du championnat d'Europe 1993